# Triángulo omotraqueal
El Triángulo omotraqueal (o triángulo muscular), está limitado, por una línea media que pasa por medio del cuello, que empieza del hueso hioides al esternón; por detrás, por el borde anterior del esternocleidomastoideo; superiormente, por el vientre superior del Omohioideo.

## Contenido
Está cubierta por el tegumento, fascia superficial, musculocutáneo del cuello, y la fascia profunda, ramificándose en el algunas de las ramas de los nervios supraclaviculares.
Debajo de estas estructuras superficiales encontramos los músculos esternohioideo y esternotiroideo, que, junto con el borde anterior del esternocleidomastoideo, ocultan la parte inferior de la arteria carótida común.
Está encerrada dentro de esta funda, junto con la vena yugular interna y el nervio vago; la vena se encuentra lateral a la arteria en el lado derecho del cuello, pero se solapa por debajo en el lado izquierdo; el nervio se encuentra entre la arteria y la vena, en un plano posterior a ambos.
En frente de la vaina son unos filamentos que descienden del asa cervical; detrás de la vaina esta la arteria inferior de la tiroides, el nervio recurrente y el tronco simpático; y en su lado medial, el esófago, la tráquea, la glándula tiroides, y la parte inferior de la laringe.
El corte en la parte superior de este espacio, y ligeramente desplazar el esternocleidomastoideo, la arteria carótida común se puede atar por debajo del Omohioideo.

## Galería

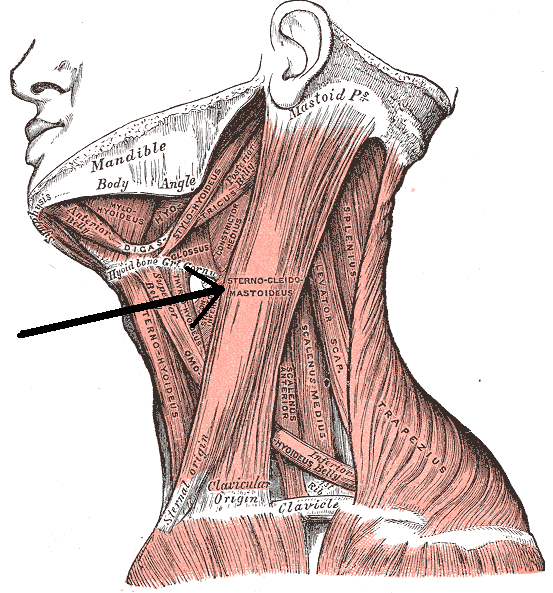
Músculo esternocleidomastoideo
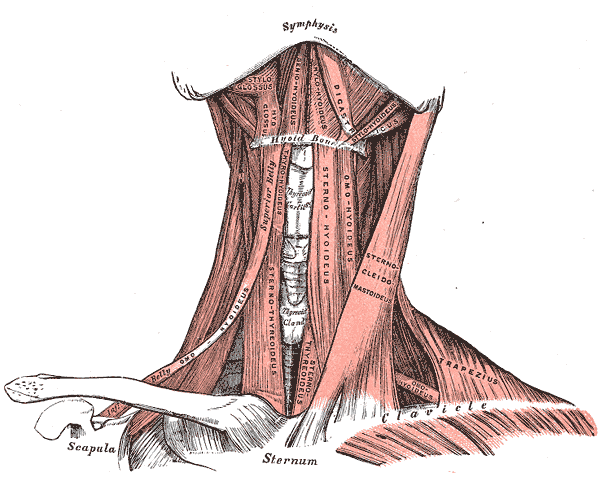
Los músculos del cuello. Vista anterior.
Los triángulos del cuello.